# Parcul Național Cévennes

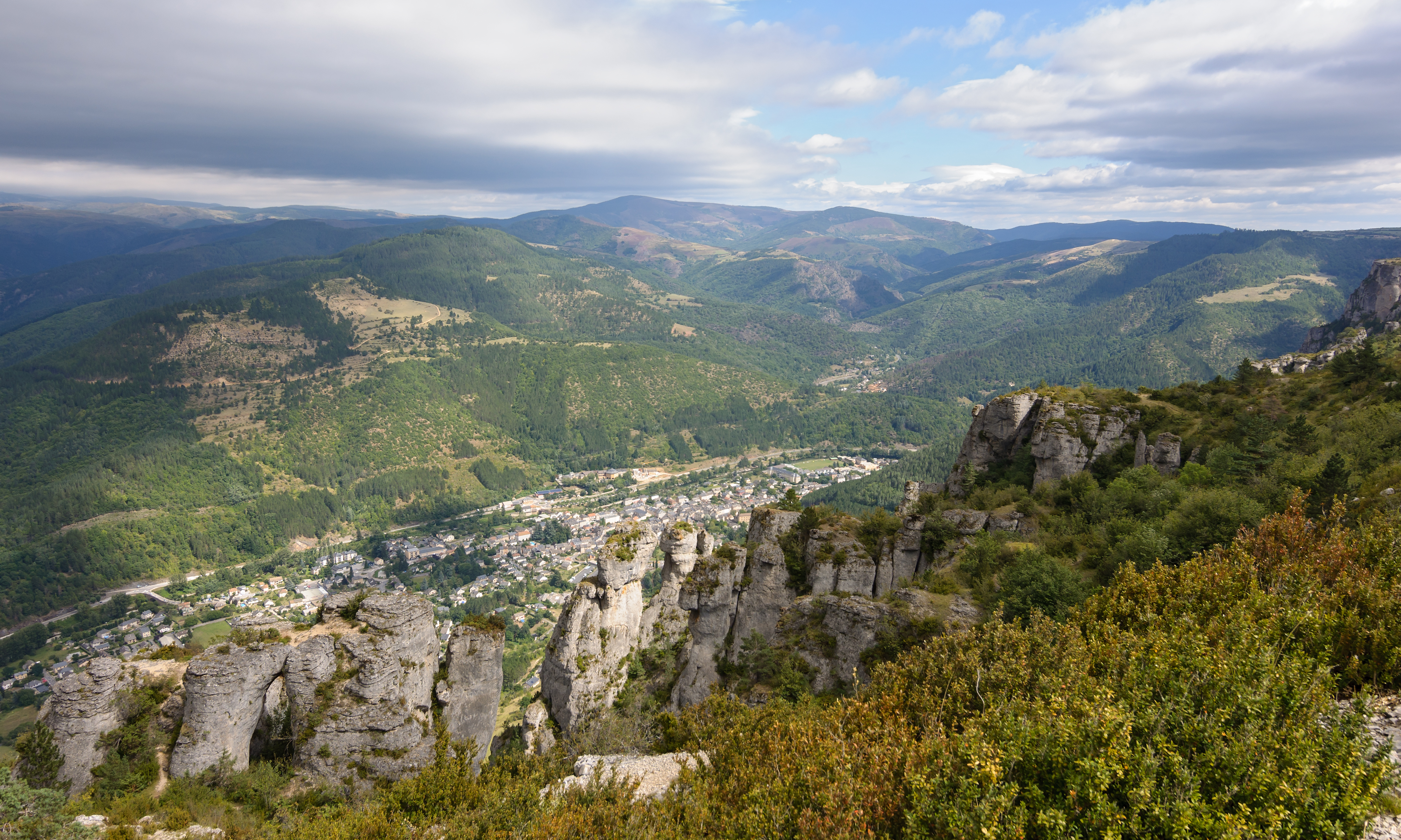

Parcul Național Cevenne (franceză Parc National des Cévennes) este situat în sudul Franței în regiunea muntoasă Cevennes, având suprafața de 3213 km².

## Istoric
Incă din anul 1913 speologul „Edouard Alfred Martel” propune, pentru protejarea naturii, crearea în regiune a unui parc național. Idea lui a fost preluată în anul 1956 de administrația departamentului Lozère, idea fiind realizată abia în anul 1970.

## Amplasarea geografică
Centrul de administrare al parcului este în Florac, parcul se întinde pe teritoriul departamentelor Lozère și Gard și numai o mică parte pe teritoriul departamentelor Ardèche și Aveyron. În regiunea parcului sunt o serie de munți ca Mont Lozère, Mont Aigoual și podișul Causse Méjean.

## Flora și fauna
Regiunea are o floră și faună bogată reprezentată prin plante ca: „Roua cerului”, lalele, crini , orhidee alpine, lavande și castani. Animalele mai reprezentative ale parcului sunt: muflonii, căproare și cerbi, sau capra de stâncă, castorul și ciocănitoarea.
1. ↑  Nationally designated areas inventory, accesat în 26 iunie 2021